# Linxia
Linxia (en chino, 临夏; pinyin, Línxià) es un municipio bajo la administración directa de la prefectura autónoma homónima. Se ubica en las orillas del Río Daxia en la provincia de Gansu limitando al oeste con la provincia de Qinghai  a 150 km por carretera de Lanzhou. Su área es de 88 km² y su población es de 250 mil (2007) 50% de la etnia Hui,entre otras minorías están la Dongxiang, Bonan y Salar.
Por generaciones la ciudad ha sido poblada principalmente por musulmanes, es tan grande esa comunidad que la ciudad recibe el apodo de  "La pequeña Meca de China".

 En las palabras del etnólogo Dru Gladney, "Casi todos los grandes movimientos islámicos en China tiene su origen entre los musulmanes que vinieron a Linxia.

## Administración
La ciudad municipal de Linxia administra 10 pueblos que se dividen en: 6 subdistritos y 4 aldeas.

## Historia
En el pasado la ciudad de Linxia fue llamada Hezhou (河州) y sus alrededores como Prefectura de Hezhou. A través de la historia la ciudad fue punto importante de paso de rutas,entre ellas la Ruta de la seda. Durante partes de la dinastía Song es donde los historiadores creen que fue entonces, que los musulmanes probablemente construyeron su primera mezquita.
Hezhou ya era un importante centro islámico en los años de 1670,cuando el sufista de Kashgar el maestro Afaq Khoja religioso y líder político hizo su recorrido por las comunidades musulmanas en las fronteras del Imperio Qing. Aunque su predicación en Xining, Didao y Lanzhou está mejor documentada, lo más probable también paso por la ciudad de Linxia.En cualquier caso,Khoja Afaq y su discípulo Ma Tai Baba y otro maestro chino Sufista, Qi Jingyi - el fundador de la rama china de la escuela Qadiriyyah - fueron enterrados en Hezhou.
Poco después del comienzo de la gran rebelión musulmana en el noroeste de China, en 1862, se convirtió Hezhou en uno de los principales lugares de rebeldes. El líder de la rebelión en la región de Hezhou era Ma Zhan'ao.

## Geografía
La parte principal de la ciudad está ubicada en la vasta Meseta de Loes y sus alrededores en las cimas y faldas de las montañas, pero aun así resulta ser un terreno plano siendo el punto más alto de 1960 m s. n. m. y el más bajo de 1830 m.

## Clima
| Parámetros climáticos promedio de Linxia（1954-2000）      | Parámetros climáticos promedio de Linxia（1954-2000） | Parámetros climáticos promedio de Linxia（1954-2000） | Parámetros climáticos promedio de Linxia（1954-2000） | Parámetros climáticos promedio de Linxia（1954-2000） | Parámetros climáticos promedio de Linxia（1954-2000） | Parámetros climáticos promedio de Linxia（1954-2000） | Parámetros climáticos promedio de Linxia（1954-2000） | Parámetros climáticos promedio de Linxia（1954-2000） | Parámetros climáticos promedio de Linxia（1954-2000） | Parámetros climáticos promedio de Linxia（1954-2000） | Parámetros climáticos promedio de Linxia（1954-2000） | Parámetros climáticos promedio de Linxia（1954-2000） | Parámetros climáticos promedio de Linxia（1954-2000） |
| Mes                                                        | Ene.                                                  | Feb.                                                  | Mar.                                                  | Abr.                                                  | May.                                                  | Jun.                                                  | Jul.                                                  | Ago.                                                  | Sep.                                                  | Oct.                                                  | Nov.                                                  | Dic.                                                  | Anual                                                 |
| ---------------------------------------------------------- | ----------------------------------------------------- | ----------------------------------------------------- | ----------------------------------------------------- | ----------------------------------------------------- | ----------------------------------------------------- | ----------------------------------------------------- | ----------------------------------------------------- | ----------------------------------------------------- | ----------------------------------------------------- | ----------------------------------------------------- | ----------------------------------------------------- | ----------------------------------------------------- | ----------------------------------------------------- |
| Temp. máx. abs. (°C)                                       | 13.6                                                  | 19.2                                                  | 25.0                                                  | 30.8                                                  | 30.5                                                  | 33.6                                                  | 36.4                                                  | 32.7                                                  | 30.6                                                  | 25.8                                                  | 19.8                                                  | 15.4                                                  | 36.4                                                  |
| Temp. máx. media (°C)                                      | 1.2                                                   | 4.2                                                   | 9.4                                                   | 16.4                                                  | 20.4                                                  | 23.0                                                  | 25.2                                                  | 24.4                                                  | 19.5                                                  | 14.2                                                  | 8.2                                                   | 3.1                                                   | 14.1                                                  |
| Temp. media (°C)                                           | −6.6                                                  | −3.1                                                  | 2.7                                                   | 9.0                                                   | 13.2                                                  | 16.0                                                  | 18.1                                                  | 17.6                                                  | 13.2                                                  | 7.3                                                   | 1.0                                                   | −4.8                                                  | 7                                                     |
| Temp. mín. media (°C)                                      | −12.5                                                 | −8.6                                                  | −2.4                                                  | 2.7                                                   | 7.0                                                   | 9.7                                                   | 12.1                                                  | 12.0                                                  | 8.4                                                   | 2.5                                                   | −3.8                                                  | −10.2                                                 | 1.4                                                   |
| Temp. mín. abs. (°C)                                       | -27.0                                                 | -21.6                                                 | -16.0                                                 | -11.4                                                 | -2.1                                                  | 0.2                                                   | 4.9                                                   | 4.8                                                   | -0.3                                                  | -10.5                                                 | -18.9                                                 | -27.8                                                 | -27.8                                                 |
| Precipitación total (mm)                                   | 3.3                                                   | 5.4                                                   | 16.0                                                  | 31.4                                                  | 54.9                                                  | 70.6                                                  | 101.7                                                 | 101.4                                                 | 67.8                                                  | 35.1                                                  | 5.7                                                   | 1.7                                                   | 495                                                   |
| Días de precipitaciones (≥ 1 mm)                           | 4.1                                                   | 5.4                                                   | 8.9                                                   | 8.4                                                   | 11.6                                                  | 13.9                                                  | 15.2                                                  | 14.0                                                  | 13.9                                                  | 9.8                                                   | 3.6                                                   | 2.5                                                   | 111.3                                                 |
| Fuente: 中国气象局公共气象服务中心 12 de diciembre de 2012 |                                                       |                                                       |                                                       |                                                       |                                                       |                                                       |                                                       |                                                       |                                                       |                                                       |                                                       |                                                       |                                                       |
| Fuente n.º 2: 气候资源数据库                               |                                                       |                                                       |                                                       |                                                       |                                                       |                                                       |                                                       |                                                       |                                                       |                                                       |                                                       |                                                       |                                                       |